# William Garth Morrison
Sir William Garth Morrison, KT, CBE, DL (* 8. April 1943 in Edinburgh; † 24. Mai 2013 in West Fenton, East Lothian) war ein britischer Grundbesitzer und Pfadfinder-Funktionär. Von 1988 bis 1996 war er Chief Scout der Scout Association im Vereinigten Königreich Großbritannien und Nordirland.

## Leben
Morrison besuchte das Pangbourne College und begann 1962 eine Kadettenausbildung am Britannia Royal Naval College in Dartmouth. Anschließend studierte er am Pembroke College der Universität Cambridge und erwarb dort 1966 einen Abschluss als Bachelor of Arts. Im Juli 1970 heiratete er. Morrison diente zwölf Jahre als Engineer Officer in der Royal Navy und schied 1973 im Rang eines Lieutenant aus dem aktiven Dienst aus. Nach seinem Ausscheiden aus der Royal Navy übernahm er 1973 das 230 ha große Familiengut in West Fenton im schottischen County East Lothian. 
1981 wurde er Chief commissioner der Scout Association für Schottland. Er war stellvertretender Kontingentsleiter des britischen Kontingents zum 16. World Scout Jamboree in Australien 1987.
1984 wurde Morrison von Königin Elisabeth II. zum Deputy Lieutenant in East Lothian ernannt und am 30. Juli 2001 zum Lord Lieutenant.

## Auszeichnungen
Im Januar 1994 wurde Morrison in Anerkennung seiner Verdienste für die Pfadfinderbewegung als Commander des Order of the British Empire ausgezeichnet. Am 30. November 2007 wurde Morrison von Königin Elisabeth II. als Knight Companion des Distelorden geadelt. 2003 zeichnete ihn das World Scout Committee mit dem Bronze Wolf aus.